# شهرستان پتروفسک-زابایکالسکی
شهرستان پتروفسک-زابایکالسکی (به لاتین: Petrovsk-Zabaykalsky District) یک شهرستان در روسیه است که در سرزمین زابایکالسکی واقع شده‌است.